# Фрідріх I (маркграф Майсену)
Фрідріх I Сміливий (нім. Friedrich I der Freidige, нар. 1257 — пом. 16 листопада 1323 року) — 24-й маркграф Майсену, в 1291—1323 роках, 11-й ландграф Тюрингії в 1298—1323 роках, пфальцграф Саксонії у 1280—1292 роках (як Фрідріх VII). Мав також прізвисько «Прокушений» (der Gebissene), що було пов'язано з подією в дитинстві, коли мати прокусила Фрідріхові щоку.

## Життєпис

### Молоді роки
Походив з династії Веттінів. Другий син Альбрехта II, маркграфа Майсену, та Маргарити Гогенштауфен, дочки імператора Фрідріха II. Народився у 1257 році в замку Вартбург. 1268 року після смерті Конрада Гогенштауфена прибув до Італії на запрошення Ломбардської ліги, де був оголошений королем Сицилії та Єрусалиму, герцогом Швабії. 1269 року готував вторгнення на південь Італії, проте його плани ніхто не підтримав.

### Боротьба за Тюрингію й Майсен
До 1270 року батьки фактично розлучилися, матір невдовзі померла. Потім вступив у конфлікт з батьком через його коханку Кунігунду. У 1273 році через образу на батька за конфлікт з матір'ю став на бік суперника Габсбурга — Отакара, короля Богемії. У 1274 році разом з братом Дітрихом почав відкриту війну з батьком. Але зазнав поразки й потрапив у полон. 1275 року втік з полону й далі воював проти батька.
1280 року стає пфальцграфом Саксонії. Водночас продовжив запеклу боротьбу з батьком. 1288 року спільно з братом Дітрихом переміг батька, якого захопив у полон. Втім у боротьбу за Тюрингію, Майсен і Нижню Лужицю втрутилися сусіди. 1291 року Фрідріх втратив Саксонське пфальцграфство. У 1293 році зазнав поразки від короля Адольфа Нассау, втративши усі володіння. Того ж року померла його перша дружина Агнес. У 1298 році після смерті останнього зумів повернутися й з братом Дітрихом I став ландграфом Тюрингії.
З 1299 року брати вимушені були захищати Тюрингію від зазіхань короля Альбрехта I Габсбурга. 1300 року оженився вдруге. У 1307 році керував військами Тюрингії, що в битві при Луцці завдали поразки армії Габсбурга. Завдяки цьому Тюринзьке ландграфство залишилося за Веттінами. Того ж року після смерті брата Дітриха I успадкував усі його володіння. Деякий час вимушений був боротися з містами на чолі з Ерфуртом, що відмовлялися визнати владу Фрідріха. Лише 1310 року під визнання імператором Генріх VII Люксембурга за Фрідріхом I були визнані Тюрингія й Майсен.

### Володарювання
Поставив собі за мету відновити всі колишні землі Веттінів під своєю владою. Внаслідок цього розпочав боротьбу з Асканіями за маркграфства Ландсберг і Нижню Лужицю. Втім 1312 року зазнав нищівної поразки й потрапив у полон до бранденбурзького маркграфа Вальдемара. Здобув свободу за умовами Тангермюндського договору, сплативши викуп у 32 тис. марок сріблом, а також поступився лужицьким маркграфством та містами Торгау і Ґроссенгайн.
1316 році в союзі з Мекленбургом розпочав нову війну проти Бранденбургу. Втім через втручання Тевтонського ордену 1317 року замирився з Вальдемаром Бранденбурзьким. У 1320 році після смерті Генріха II Асканія, маркграфа Бранденбургу, зумів повернути собі міста Торгау і Ґроссенгайн. 1321 року Фрідріха I паралізував інсульт. Помер 1323 року. Йому спадкував син Фрідріх II.

## Родина
1.Дружина — Агнес, донька Майнгарда II, графа Горіції і Тироля.
Діти:
- Фрідріх (1293—1315)

2. Дружина — Єлизавета, донька графа Отто IV (або Гартмана XI) фон Лобдебург-Арнсгауґ.
Діти:
- Єлизавета (1306—1368), дружина Генріха II Гессенського
- Фрідріх (1310—1349), ландграф Тюрингії, маркграф Майсену